# طول سماوي
الطول السماوي (بالإنجليزية: Celestial longitude)‏  في هو أحد مركبات أي من خمسة أنظمة إحداثيات سماوية، والتي تقيس الزاوية بين جرم سماوي والاتجاه الأساسي (الاعتدال الربيعي في الإحداثيات السماوية وخط الطول 0° في بعض أنظمة الإحداثيات) لنظام الإحداثيات، تقاس هذا الإحداثي بالدرجات من °0 إلى °360. خط الطول السماوي خط وهمي وضعه العلماء من أجل تسهيل القياس في الكرة السماوية. وهو مشابه لنظام الإحداثيات الأرضي بيد أنه خاص بـعلم الفلك لتعيين النقاط وتحديدها داخل الكرة السماوية. وهناك عدد من أنظمة الإحداثيات السماوية.

## في الأنظمة الإحداثية
| النظام الإحداثي        | الإحداثيات             | الإحداثيات                                 |
| النظام الإحداثي        | العرض                  | الطول                                      |
| ---------------------- | ---------------------- | ------------------------------------------ |
| نظام إحداثي أفقي       | الارتفاع               | السمت (A)                                  |
| استوائي                | الميل الزاوي (δ)       | المطلع المستقيم (α) أو الزاوية الساعية (h) |
| ن.إ مسار الشمس (بروجي) | العرض البروجي (β)      | الطول البروجي (λ)                          |
| مجري                   | العرض المجري (b)       | الطول المجري (l)                           |
| فوق مجري               | العرض فوق المجري (SGB) | الطول فوق المجري (SGL)                     |

## الهلال الجديد
بداية دورة القمر الشهرية و نهاية المحاق يكون الوضع الزاوي 0 أي يقع القمر والشمس كلاهما على نفس الطول السماوي و يكون القمر خلف الشمس بحيث يوجه الأرض وجه القمر المظلم فقط، أما وجه القمر الآخر المضاء فيكون مقابلا لأشعة الشمس ولا يرى من الأرض لأن الزاوية هنا تساوي صفرا لوقوعهما على نفس خط الطول السماوي أي على نفس المسار 
مثال آخر برج الجدي يمتد من الدرجة 270 إلى 300 ، متماثل مع الطول السماوي .

## الاقتران

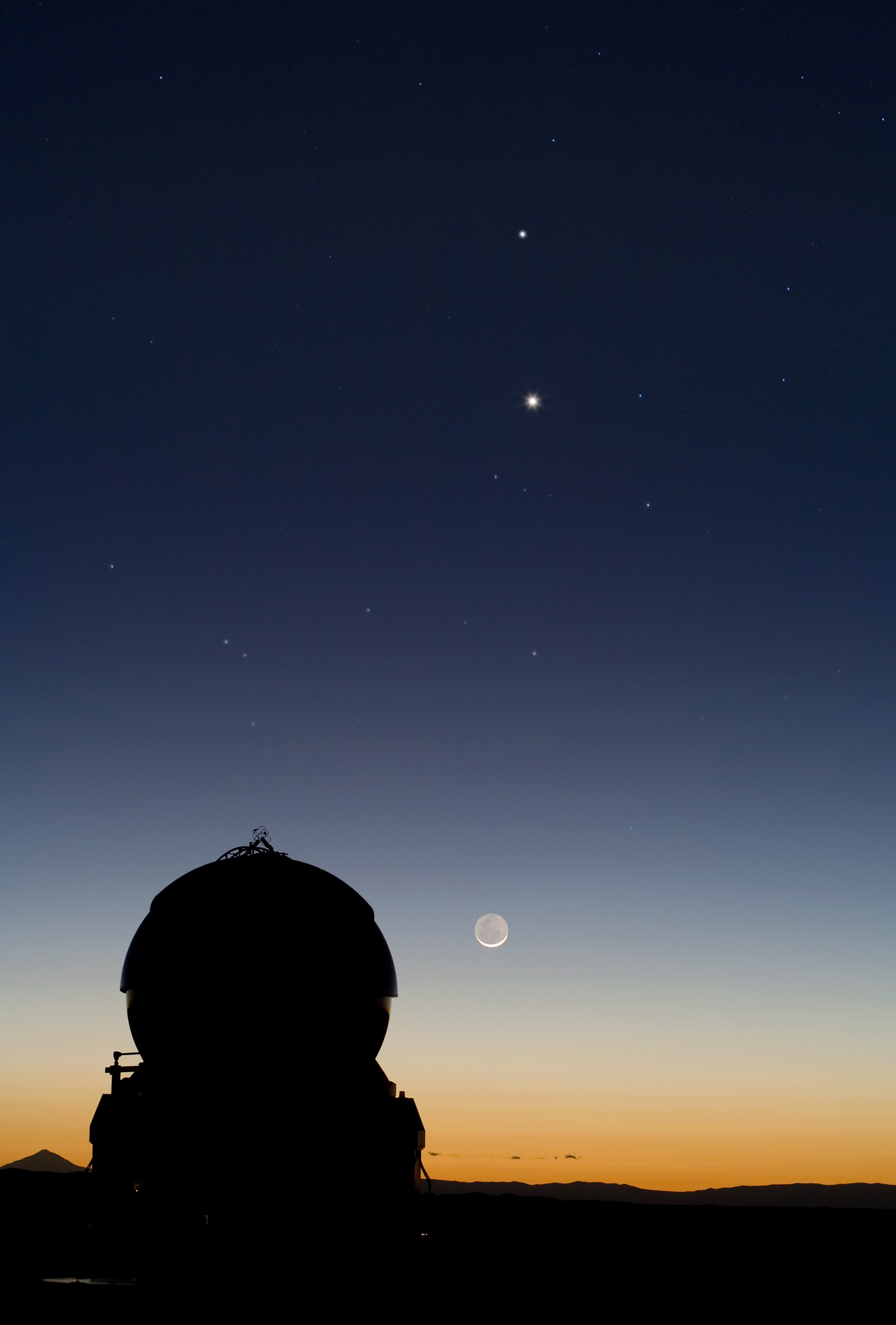
اقتران ل عطارد والزهرة، يظهر القمر في أسفل الصورة. منظر من مرصد بارانال في شمال تشيلي.

في علم الفلك يطلق لفظ الإقتران عندما يجتمع جرمان من أجرام النظام الشمسي بحيث يكونا على نفس الطول السماوي. ولما كان مرجعنا الرصدي أو القياسي هو الأرض لذلك يسمى ذلك الاقتران بالاقتران الأرض مركزي

## أنظرا أيضاً
- مسار الشمس
- دائرة البروج
- نظام إحداثي سماوي
- قبة سماوية